# یواس‌اس مئزر (ای‌اف-۱۲)
یواس‌اس مئزر (ای‌اف-۱۲) (به انگلیسی: USS Mizar (AF-12)) یک کشتی بود که طول آن ۴۴۷ فوت ۱۰ اینچ (۱۳۶٫۵۰ متر) بود. این کشتی در سال ۱۹۳۲ ساخته شد.